# Trochenbrod

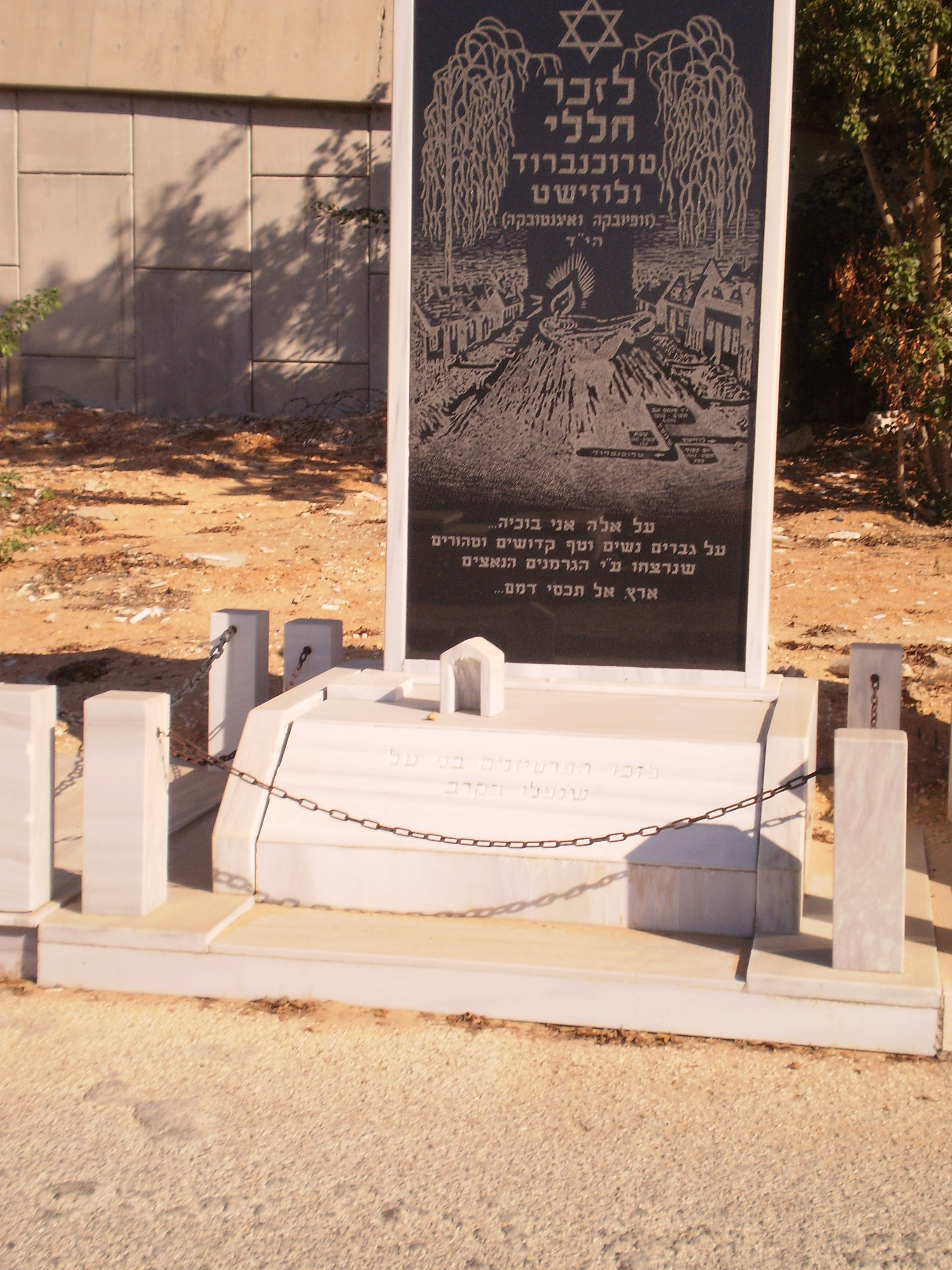
Mémorial en mémoire des villages de Trochenbrod et de Lozisht situé au cimetière de Holon en Israël.

Trochenbrod (russe : Софиевка – Sofiyevka, ukrainien : Трохимбрід, Trokhymbrid, hébreu: טרוכנברוד) est le nom d'un ancien village juif détruit au cours de la Seconde Guerre mondiale.

## Histoire
La ville est un shtetl, il existe officiellement depuis 1835 bâti sur le territoire de l'Empire russe. Cette communauté grandit petit à petit pour atteindre 1 200 habitants en 1889 (235 familles) puis 1 580 en 1897 jusqu'à 3 000 en 1938.
La majorité des villageois sont des fermiers, des agriculteurs ou des tanneurs. Il y avait 7 synagogues dans la ville.
Avant guerre, la ville est sur le territoire de la Deuxième République de Pologne et appartient au Voïvodie de Volhynie.
En 1939 la ville est conquise par l'Armée rouge lors de l'invasion soviétique de la Pologne. Le rabbin de la ville, Rabbi Gershon Weissmann, est accusé de marché noir et déporté au goulag en Sibérie.
À la suite de l'opération Barbarossa, la ville passe sous contrôle allemand. Les nazis installent un ghetto dans la ville où ils enferment les juifs de la ville et des environs. Le ghetto est liquidé d'août à septembre 1942 lors d'une série de massacres, la plupart des juifs sont tués par des collaborateurs ukrainiens ainsi que des SS.
Cinq mille juifs sont tués, notamment 3 500 de Zofiówka et 1 200 de Ignatówka. Moins de 200 parviennent à se cacher dans les forêts aux alentours. Les résistants soviétiques se cachant dans le village proche de Klubochyn viennent en aide à environ 150 d'entre eux. Certains se joignent ensuite à la résistance. Une famille ukrainienne est exécutée à Klubochyn pour avoir porté assistance à des juifs.
Moins de 40 juifs de la ville survivent à la guerre et s'installent dans les environs de Loutsk.
Le village est entièrement incendié puis rasé. Il ne reste plus que des champs, une forêt traversée par une route sur le site du shtetl qui est maintenant sur le territoire de l'Ukraine.

## Dans la fiction
L'écrivain Jonathan Safran Foer aborde en 2002 le destin de la ville dans le roman Tout est illuminé qui sera ensuite adapté au cinéma dans le film du même nom en 2005.